# ダーティハリー5
『ダーティハリー5』（原題：The Dead Pool）は、1988年に公開されたアメリカ映画。監督はバディ・ヴァン・ホーン。

## ストーリー
サンフランシスコ市警のハリー・キャラハン刑事は、違法賭博の元締めであるジェネロを逮捕・有罪に追い込み、一躍時の人となる。そんな中、ハリーは夜のサンフランシスコを巡回中にジェネロの部下に襲撃されるが、得物の.44マグナム・S&W M29で返り討ちにする。しかし、派手な捕り物で覆面パトカーを破壊してしまい上司のドネリーに内勤を命じられ、広報のアッカーマンからは市警のイメージアップのためにマスコミとの協力を依頼される。マスコミ嫌いのハリーは依頼を拒否して捜査に戻ろうとするが、ドネリーから捜査に戻る条件として、中国系アメリカ人のクワンとコンビを組まされる。
ハリーとクワンは、人気ロックスターのジョニー・スクエアーズ死亡の連絡を受け、彼が主演するホラー映画の撮影現場に向かう。ジョニーは薬物を大量摂取して死亡しており、ハリーは発見者のスワン監督に事情を聞くが、彼は非協力的な態度に終始する。事件を聞いて駆け付けたレポーターのサマンサはハリーを取材するが相手にされず、直後にジョニーの恋人スザンヌが泣き崩れる姿を撮影して取材しようとするが、配慮に欠ける態度に激怒したハリーはカメラを取り上げて破壊する。ハリーとクワンは捜査のためにチャイナタウンを訪れるが、そこで強盗現場に遭遇する。ハリーは強盗犯3人を次々に射殺し、クワンは逃げ出した1人を素手で取り押さえる。事件が解決した後、クワンは強盗に射殺された被害者の衣類から有名人の名前が書かれたメモを発見する。そのメモには「死亡」と書かれたジョニーの名前と、ハリーの名前が書かれていた。
市警本部に戻ったハリーはドネリーに呼び出され、マスコミから壊したカメラの損害賠償を求められていることを聞かされ叱責を受ける。そこにサマンサが現れ、損害賠償を取り下げる条件としてハリーとのディナーを要求する。ハリーは要求に応じるが、ディナーの席でサマンサから独占取材を申し込まれる。しかし、ハリーは視聴率欲しさに血生臭い事件を求めるマスコミを批判し、反論する彼女を尻目に席を立ってしまう。その後、ハリーとクワンはテレビでサマンサのニュースを見て、ジョニーの死の背後にはスワンたちが行っていた「デッド・プール」と呼ばれる賭博が存在していることを知る。サマンサは、有名人の死を予想する「デッド・プール」に参加したスワンの会計士がチャイナタウンで強盗に射殺されたことを報じ、ハリーとクワンはスワンに事情を聞きに向かうが、スワンは事件への関与を否定した。
ハリーは放送局に向かい、サマンサを食事に誘い、彼女と打ち解ける。しかし、食事の帰りに再びジェネロの部下に命を狙われる。彼らを射殺したハリーは刑務所に向かい、ジェネロに脅しをかけて襲撃を止めさせる。同じ頃、事件への関与を疑われたスワンはマスコミに対して「デッド・プール」を行ったことを反省する一方、事件への関与を否定するが、その夜に彼の映画を酷評した映画評論家モリーが殺害される。ドネリーはスワンを疑うが、彼にはアリバイがあり、ハリーは誰かがスワンを犯人に仕立て上げようとしていると考える。その後、テレビ番組司会者ロッカーが爆殺される。ハリーは容疑者がスワンの熱狂的なファンだったルックだと確信して捜査を進めるが、市警本部の彼の机には「ハリー・キャラハン死亡」と書かれたデッド・プールが置かれていた。
ハリーはクワンと共にルックが通院していた病院に向かうが、途中でプラスチック爆弾を搭載したルックのリモコン・カーに追われ車を爆破されクワンが負傷する。病院の医師からルックの住所を聞き出したハリーとドネリーは彼の家に向かい、次の標的がサマンサであることを知る。彼女はルックによって連れ去られてしまい、ハリーは彼女を救うため映画が撮影されている港に向かう。ハリーはルックを追い詰めるが、サマンサを人質にされマグナムを奪われてしまう。ハリーは隙を突いてサマンサと共に脱出し、彼女を安全な場所に隠してルックと対決する。マグナムの弾丸を討ち尽くしたルックに対し、ハリーは映画の撮影に使用されていた捕鯨砲を持ち出し、ルックを銛で貫く。警察やマスコミが駆け付ける中、ハリーはサマンサを連れて港を後にする。

## 登場人物
ハリー・キャラハン
演 - クリント・イーストウッド
ピーター・スワン
演 - リーアム・ニーソン
ホラー映画の監督。劇中では『HOTEL SATAN（悪魔ホテル）』の撮影を任されており、人気ロックスターのジョニー・スクエアーズをキャスティングしている。そのジョニーが撮影中に死亡したためにハリーと関わる。有名人の死亡賭博「デッドプール」にハリーの名前を記したりと、かなり悪趣味。一連の連続殺人の嫌疑をかけられる。
アル・クワン
演 - エヴァン・C・キム
ハリーの相棒。ハリーからは今までの相棒の死亡率の高さから当初は歓迎されなかった。中国系で元チャイナタウンの不良。カンフーを使いこなす。プラスチック爆弾を搭載したおもちゃのラジコンカーに襲撃され重傷を負うが、ハリーの忠告で着用していた防弾チョッキによって一命を取り留める。これは祖父の「相棒の忠告を聞きなさい」という助言を受け入れた結果であった。
サマンサ・ウォーカー
演 - パトリシア・クラークソン
以前からハリーの捜査方法に興味を持っていたレポーター。序盤では被害者の関係者に対する過剰な取材をおこない激怒したハリーにテレビカメラを壊される羽目になるなど険悪な関係であったが、後に親しくなり共に事件の真相を追う。終盤、ピーター・スワンを装った真犯人（ルック）の罠に誘い込まれ捕らえられる。
ドネリー
演 - マイケル・カリー
前作からの続投で市警殺人課の警部補から警部に昇格している。吹き替えでは部長と呼ばれている。
デビット・アッカーマン
演 - マイケル・グッドウィン
ハリーより年下の上司で、階級は警部補。直属の上司ではなく広報担当といった、別部署の警官として描写されている。吹替え版ではハリーを「お前」呼ばわりしている。ジェネロの逮捕により一躍ときの人となったハリーをサンフランシスコ市警察のイメージアップのため広報部勤務を提案するが、乗り気でないハリーに「尻の穴のような案」と袖にされてしまう。
ハーラン・ルック
演 - デヴィッド・ハント
スワンの熱狂的なファンだったが、度を過ぎた行動のために彼との接触を制限される。統合失調症を患っており、自分こそがスワンだと思い込んでいる。映画業界関係者の間で行われていたゲーム「死亡予想（Dead Pool）」を現実化する形で殺人を進め、ついにハリーをも手に掛けようとする。最後は捕鯨砲で撃たれる。殺人の際に主に使用したのがプラスチック爆弾を搭載した黒のシボレー・コルベットC2型のラジコンカー。
ジョニー・スクエアーズ
演 - ジム・キャリー
人気のロックスター。薬物中毒者で過去に逮捕歴があり、発表する歌も自身の薬物使用に関する経験を歌詞にしている。スワンの映画に主演で起用されていたが、撮影の休憩中に殺害される。
ルー・ジェネロ
演 - アンソニー・チャルノータ
市内を縄張りとするギャングのボス。裏切った側近を殺害した容疑で、ハリーによって逮捕され本作冒頭で有罪判決を受けたことが報じられている。刑務所内から報復のためハリー抹殺の指示を出していたが、ハリーの奸計によって逆に護衛を命じる羽目になる。

## キャスト
| 役名                   | 俳優                     | 日本語吹替                                                       |
| 役名                   | 俳優                     | TBS版                                                            |
| ---------------------- | ------------------------ | ---------------------------------------------------------------- |
| ハリー・キャラハン     | クリント・イーストウッド | 山田康雄                                                         |
| サマンサ・ウォーカー   | パトリシア・クラークソン | 弥永和子                                                         |
| ピーター・スワン       | リーアム・ニーソン       | 納谷六朗                                                         |
| アル・クアン           | エヴァン・C・キム        | 石丸博也                                                         |
| ハーラン・ルーク       | デヴィッド・ハント       | 大滝進矢                                                         |
| ジョニー・スクエアーズ | ジム・キャリー           | 島田敏                                                           |
| ドネリー部長           | マイケル・カリー         | 大木民夫                                                         |
| アッカーマン警部補     | マイケル・グッドウィン   | 谷口節                                                           |
| ジェネロ               | アンソニー・チャルノータ | 筈見純                                                           |
| ガス・ウィーラー       | ルイス・ジャンバルヴォ   | 池田勝                                                           |
| ブッチャー・ヒックス   | ディエゴ・チェアーズ     | 大塚明夫                                                         |
| その他                 |                          | 峰恵研 西村知道 広瀬正志 秋元千賀子 小野健一 安永沙都子 亀井芳子 |
|                        |                          |                                                                  |
| 演出                   |                          | 伊達康将                                                         |
| 翻訳                   |                          | 平田勝茂                                                         |
| 調整                   |                          | 荒井孝                                                           |
| 効果                   |                          | リレーション                                                     |
| 制作                   |                          | 東北新社                                                         |
| 初回放送               |                          | 1990年10月10日 『水曜ロードショー』 21:00-22:54                  |

## 評価
レビュー・アグリゲーターのRotten Tomatoesでは34件のレビューで支持率は53%、平均点は5.40/10となった。Metacriticでは15件のレビューを基に加重平均値が46/100となった。